# Galerie nationale slovaque

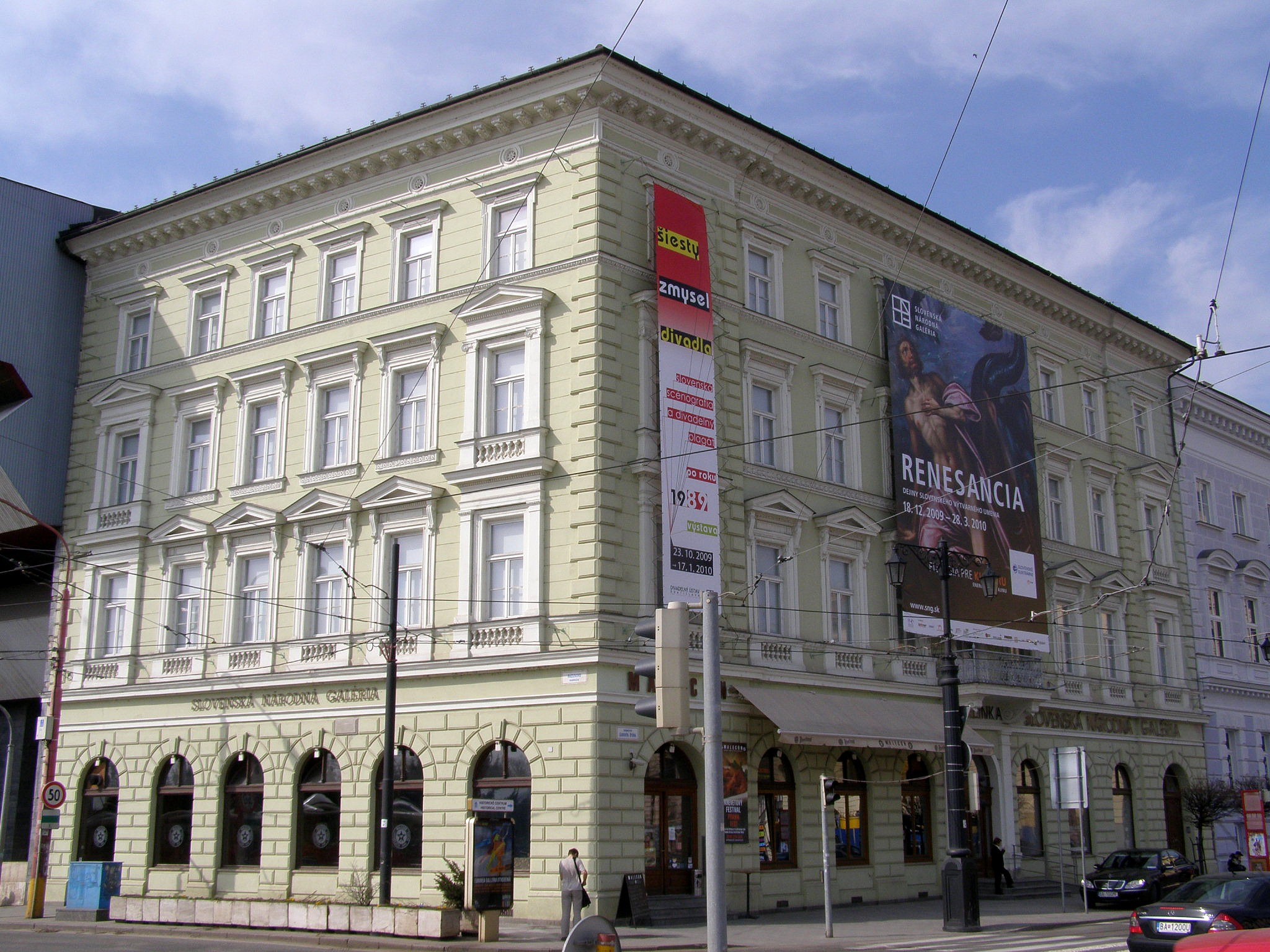
Galerie nationale slovaque.

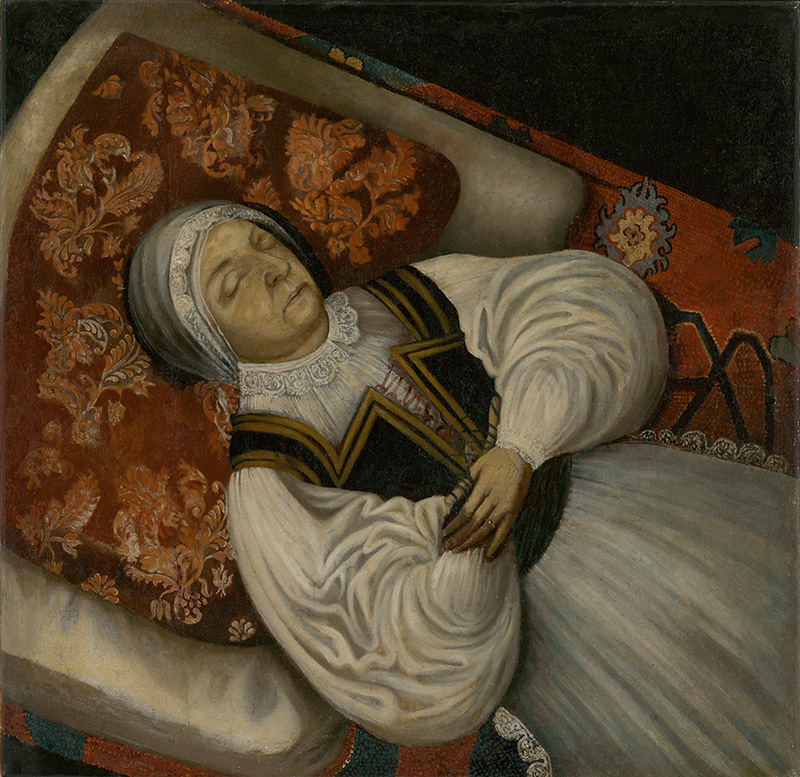
Portrait post-mortem de K. Horvath-Stansith (artiste inconnu, années 1680).

La Galerie nationale slovaque (Slovenská národná galéria) ou SNG est un réseau de galeries d'art dont le quartier général est situé à Bratislava, crée en 1949 dans le palais Esterházy qui a été reconstruit dans les années 1950 pour l'occasion. Une extension contemporaine y a été ajoutée dans les années 1970.
La SNG gère également des galeries d'art au château de Zvolen, au manoir Strážky de Spišská Belá, à Ružomberok et à Pezinok. La pièce la plus importante de sa collection de peinture baroque est le Portrait post-mortem de K. Horvath-Stansith.